# Tizen
Tizen (wym. [taɪzɛn]) – otwarty mobilny system operacyjny oparty na Linuksie, promowany przez Linux Foundation, rozwijany głównie przez firmy Samsung oraz Intel, a formalnie reprezentowany przez Tizen Association.

## Historia
Tizen powstał na bazie SLP (Samsung Linux Platform), mobilnego systemu operacyjnego tworzonego przez firmę Samsung w ramach Platformy LiMo.
W pierwotnych zapowiedziach Tizen miał być następcą MeeGo, a niektóre z osób zaangażowanych w projekt MeeGo (głównie z ramienia Linux Foundation oraz Intela) skupiły swoją uwagę na projekcie Tizen. System ten nie jest jednak kompatybilny z MeeGo i nie jest możliwe uruchomienie aplikacji z tego systemu. Ostatecznie Tizen zawiera jedynie kilka mniejszych komponentów z systemu MeeGo, utworzonego z połączenia mobilnych systemów operacyjnych Maemo, stworzonego przez firmę Nokia oraz Moblin firmy Intel. Kod źródłowy i dokumentacja MeeGo jest nadal dostępna dla wszystkich, którzy chcą go używać lub rozwijać i jest wykorzystywany w projekcie Mer będącym rzeczywistą kontynuacją MeeGo.
Pierwsze wydanie Tizen miało miejsce w kwietniu 2012. Brana jest pod uwagę możliwość uruchamiania aplikacji systemu Android. W Tizen natywne API pochodzi z systemu mobilnego bada (OSP), dostępne są też narzędzia translacji aplikacji z systemu bada. Równorzędne znaczenie twórcy nadali API bazującemu na HTML5 z bibliotekami takimi jak PhoneGap.
9 stycznia 2012 udostępniono kod źródłowy systemu operacyjnego oraz SDK (kod tego drugiego jest w istotnej mierze zamknięty) dla deweloperów zainteresowanych systemem.
W maju 2013 został ogłoszony przez społeczność open source projekt frameworka aplikacyjnego Qt dla systemu Tizen. Jego celem jest umożliwienie twórcom aplikacji korzystania z Qt 5 przez dostarczenie natywnych elementów GUI oraz integracji Qt z funkcjami systemu Tizen.
Pierwszym smartfonem z systemem Tizen (nie licząc urządzeń deweloperskich) miał być zaprezentowany w czerwcu 2014 na konferencji w San Francisco Samsung Z.

## Dostępne urządzenia
Na dzień 26 listopada 2016 dostępne są następujące urządzenia:
Smartfony:
- Samsung Z1 SM-Z130
- Samsung Z2 SM-Z200
- Samsung Z3 SM-Z300
- Samsung SM-Z910F Z
- Samsung SM-Z9005 Redwood (urządzenie developerskie)

Zegarki:
- Samsung Gear SM-V7000 (aktualizacja do Tizena w maju 2014)
- Samsung Gear 2 SM-R3800
- Samsung Gear 2 Neo SM-R3810
- Samsung Gear S SM-R7500
- Samsung Gear S2 Sport SM-R720
- Samsung Gear S2 Classic SM-R7320
- Samsung Gear S3 Frontier SM-R760
- Samsung Gear S3 Classic SM-R770
- Samsung Galaxy Watch 42 mm SM-R810
- Samsung Galaxy Watch 46 mm SM-R800

Aparaty:
- Samsung NX300
- Samsung NX300M

Tablety:
- Systena RD-210 (urządzenie developerskie)

Pozostałe komputery:
- Odroid
- Intel Atom NUC
- Intel Minnowboard MAX
- VTC 7120-BK
- VTC 1010
- Intel Haswell NUC
- Lenovo x230 IvyBridge
- PandaBoard
- Raspberry Pi 3 (Tizen 4.0)[4]

Inne:
- Niektóre RTV i AGD Samsunga